# Pazifikblick
Der Pazifikblick ist ein 862 m hoher Hügel an der Oates-Küste des ostantarktischen Viktorialands. In den Kavrayskiy Hills ragt er an der Westflanke des Serrat-Gletschers auf.
Wissenschaftler der deutschen Expedition GANOVEX III (1982–1983) nahmen seine Benennung vor.